# Love This Life
"Love This Life" to piosenka hip-hopowa stworzona na ósmy album studyjny amerykańskiego rapera T.I. pt. Trouble Man (2012). Wyprodukowany przez 1500 or Nothin, utwór wydany został jako pierwszy singel promujący krążek dnia 3 kwietnia 2012 roku.

## Pozycje na listach przebojów
| Kraj              | Notowanie (2012)      | Wydawca   | Najwyższa pozycja |
| ----------------- | --------------------- | --------- | ----------------- |
| Stany Zjednoczone | Billboard Hot 100     | Billboard | 81                |
| Stany Zjednoczone | Hot R&B/Hip-Hop Songs | Billboard | 39                |